# Lashkar-e-Taiba
Lashkar-e-Taiba (tiếng Urdu: لشکر طیبہ [ˈləʃkər eː ˈt̪ɛːjbaː]; nghĩa là Quân đội tốt lành, nghĩa Quân đội chính nghĩa, hoặc Quân đội thuần khiết) – cũng chuyển tự là Lashkar-i-Tayyaba, Lashkar-e-Tayyaba, Lashkar-e-Tayyiba, Lashkar-i-Taiba, Lashkar Taiba hay LeT – là một trong những tổ chức khủng bố lớn nhất và hoạt động nhiều nhất ở Nam Á, hoạt động chủ yếu từ Pakistan.
Tổ chức này được thành lập năm 1987 bởi Hafez Saeed, Abdullah Azzam và Zafar Iqbal tại Afghanistan, với nguồn kinh phí được cấp từ Osama Bin Laden. Với trụ sở đóng ở Muridke, gần Lahore ở tỉnh Punjab của Pakistan, nhóm này quản lý nhiều trại huấn luyện ở Kashmir do Pakistan quản lý.
Ấn Độ đã cáo buộc Lashkar-e-Taiba đã thực hiện tấn công các mục tiêu quân sự và dân sự ở Ấn Độ, trong đó nổi bật nhất là vụ tấn công Quốc hội Ấn Độ 2001 và cuộc tấn công Mumbai 2008. Tổ chức này đã tuyên bố mục tiêu du nhập Nhà nước Hồi giáo ở Nam Á và "giải phóng" người Hồi giáo đang sinh sống ở Kashmir Ấn Độ. Tổ chức này bị Ấn Độ cấm như một tổ chức khủng bố, Hoa Kỳ, Vương quốc Anh, Liên minh châu Âu, Nga, và Australia. Dù chính thức bị cấm bởi Pakistan, quan điểm chung của Ấn Độ và các nước phương Tây, bao gồm các chuyên gia như cựu nhân viên điều tra Pháp Jean-Louis Bruguière và chủ tịch New America Foundation Steve Coll cho rằng cơ quan tình báo chính của Pakistan, Inter-Services Intelligence (ISI), đã tiếp tục giúp đỡ và bảo vệ LeT. Khi LeT đã bị cấm ở Pakistan, nhánh chính trị của nhóm, Jamat ud Dawah (Jud), ban đầu đã không bị cấm mặc dù Hội đồng bảo an Liên hiệp quốc công nhận nó là một mặt trận LeT. JUD đã không bị cấm cho đến năm 2015. Tuy nhiên, Jamaat-ud-Dawa vẫn tiếp tục hoạt động công khai như là một nhánh từ thiện của Lashkar-e-Taiba.